# Women’s Premier League (Cricket)
Die Women’s Premier League ist ein geplanter Wettbewerb für indische Cricketmannschaften, der im WTwenty20-Format ausgetragen wird. Die Liga wird vom Board of Control for Cricket in India, dem indischen Cricketverband, organisiert. Die Erstaustragung fand im März 2023 statt.

## Franchises
Fünf Franchises nehmen an der WPL teil:
- Royal Challengers Bangalore (seit 2023)
- Delhi Capitals (seit 2023)
- Mumbai Indians (seit 2023)
- Gujarat Giants (seit 2023)
- UP Warriorz (seit 2023)

## Gründungen der Franchises
Die Women’s Premier League startete mit der Auktion der Lizenzen für die Franchises. Die Gewinner der Auktion wurden am 25. Januar 2023 bekanntgegeben. Unter den Gewinnern waren mehrere Franchise-Besitzer der Indian Premier League.
| Stadt     | Franchise                   | Eigentümer          | Preis in INR crore | Preis in Millionen $-Dollar |
| --------- | --------------------------- | ------------------- | ------------------ | --------------------------- |
| Ahmedabad | Gujarat Giants              | Adani Group         | 1289               | 158                         |
| Bangalore | Bangalore Royal Challengers | United Spirits      | 901                | 110                         |
| Delhi     | Delhi Capitals              | JSW Group–GMR Group | 810                | 99,35                       |
| Lucknow   | UP Warriorz                 | Capri Global        | 757                | 95,85                       |
| Mumbai    | Mumbai Indians              | Reliance Industries | 912,99             | 111                         |

## Spielerauktion
Die Spielerauktion für die erste Austragung fand am 13. Februar 2023 statt. Insgesamt hatten die fünf Franchises INR 60 Crore (7,3 Millionen US-Dollar) zur Verfügung um bis zu 90 Spielerinnen zu erwerben. Die Franchises gaben in der Auktion dann INR 59,5 Crore für 87 Spielerinnen aus. Unter den erworbenen Spielerinnen waren 57 indische, 14 australische, sieben englische, vier südafrikanische, je zwei neuseeländische und west-indische Spielerinnen und eine aus den Vereinigten Staaten.
Die Spielerinnen die die höchsten Preise erzielten waren:
| Spielerin            | Nation     | Franchise                   | Preis in $-Dollar |
| -------------------- | ---------- | --------------------------- | ----------------- |
| Smriti Mandhana      | Indien     | Royal Challengers Bangalore | 415.000           |
| Ashleigh Gardner     | Australien | Gujarat Giants              | 390.000           |
| Natalie Sciver-Brunt | England    | Mumbai Indians              | 390.000           |
| Deepti Sharma        | Indien     | UP Warriorz                 | 317.000           |
| Jemimah Rodrigues    | Indien     | Delhi Capitals              | 268.000           |
| Beth Mooney          | Australien | Gujarat Giants              | 244.000           |
| Pooja Vastrakar      | Indien     | Mumbai Indians              | 232.000           |
| Richa Ghosh          | Indien     | Royal Challengers Bangalore | 232.000           |
| Sophie Ecclestone    | England    | UP Warriorz                 | 220.000           |

## Medienrechte
Im Januar 2023 sicherte sich Viacom18 die globalen Medienrechte für TV- und Digitalkanäle. Der Vertrag wurde für fünf Jahre (2023–2027) geschlossen und hatte einen Umfang von INR 951 Crore (116,7 Millionen US-Dollar). Dies bedeutet, dass jedes Spiel unter diesem Vertrag mit INR 7,09 Crore (866.000 US-Dollar) bewertet wurde. Dies machte sie hinter der Women’s National Basketball Association zur zweitwertvollsten Frauen-Sportliga und hinter der Indian Cricket League zum zweitwertvollsten Cricketwettbewerb der Welt.

## Auszeichnungen
Jede Season werden die besten Spielerinnen mit dem Orange Cap und dem Purple Cap ausgezeichnet. Das Orange Cap wird an die Batterin verliehen, der die meisten Runs während der gesamten Saison erzielen konnte. Die Bowlerin, die die meisten Wickets bowlt, bekommt das Purple Cap. Während der Season trägt die aktuell führende Spielerin das jeweilige Basecap. Dies führt dazu, dass der Träger mehrmals im Verlauf der Saison wechselt. Die Tabelle zeigt die Gewinner aller WPL-Saisons.
| Saison | Batsman (Runs)    | Team                        | Bowler (Wickets)     | Team                        |
| ------ | ----------------- | --------------------------- | -------------------- | --------------------------- |
| 2023   | Meg Lanning (345) | Delhi Capitals              | Hayley Matthews (16) | Mumbai Indians              |
| 2024   | Elyse Perry (347) | Royal Challengers Bangalore | Shreyanka Patil (13) | Royal Challengers Bangalore |

## Sieger
| Jahr | Finalort | Sieger                      | Finalgegner    | Ergebnis                        |
| ---- | -------- | --------------------------- | -------------- | ------------------------------- |
| 2023 | Mumbai   | Mumbai Indians              | Delhi Capitals | Mumbai gewinnt mit 7 Wickets    |
| 2024 | Delhi    | Royal Challengers Bangalore | Delhi Capitals | Bangalore gewinnt mit 8 Wickets |

## Abschneiden der Mannschaften
| nicht teilgenommen |
| Vorrunde (VR)      |
| Halbfinale (HF)    |
| Zweiter Platz (2)  |
| Turniersieger (1)  |

| Team                        | 2023 | 2024 |
| --------------------------- | ---- | ---- |
| Delhi Capitals              | 2    | 2    |
| Gujarat Giants              | 5    | 5    |
| Mumbai Indians              | 1    | HF   |
| Royal Challengers Bangalore | 4    | 1    |
| UP Warriorz                 | HF   | 4    |
| Teilnehmer                  | 5    | 5    |